# Zenit Teátrum
A Zenit Teátrum budapesti, 2024-ben létrehozott színtársulat.

## Történet
A társulatot négy fiatal színész alapította: Gergely Zsófia (társulatvezető), Gunyecz Anna (egyesületi elnök), Kovács Domonkos és Illés Tamás. Korábban mind a négyen a Kazán István Kamaraszínházban tanultak és játszottak, innen kiválva hozták létre a Zenit társulatát. 
A legfőbb cél volt egy Magyarországon egyedülálló, politikailag és ideológiailag független társulatot, közösséget létrehozni, ahol a kitartó közös munka, a fegyelem, az innováció, a szakmai alázat, és mindenekelőtt a színházszeretet az összetartó erő. A színházi produkciók létrehozásán kívül a társulat foglalkozik beszédtechnika és színészmesterség oktatásával, valamint tehetséggondozással is.
2024 októberében tartós együttműködés jött létre a Zenit Teátrum és a Rátkai Márton Színházi Műhely között, amelynek kereteiben vendégjáték, vendégrendezés, koprodukciók létrehozása, közös marketing- és PR-stratégia, valamint művészeti stratégia került kialakításra. Az együttműködés alatt a két társulat olyan stratégiai együttműködést folytat, amely biztosítja társulatok működtetését és fenntartását, valamint saját üzemeltetésű színház működtetését.
A Zenit Teátrum független színházi társulat, 12-25 közötti létszámmal. A társulatvezető, Gergely Zsófia, olyan egyedi stratégiát dolgozott ki, amellyel a Zenit az első „független kőszínház” lehet Magyarországon, vagyis ahol a klasszikus kőszínházi strukturális- és hierarchikus rendszer együtt tud létezni a klasszikus művészi értékekkel és a modern stratégiai gondolkodásmóddal, valamint ötvözni tudja az értékkel bíró alkotások létrehozását a független színházi létforma egyedi kihívásaival és teret tud adni a független alkotóknak, közösségeknek a művészi munkához és kiemelten az együttműködő partnerségek kialakításához. A program megvalósításában közreműködik Gunyecz Anna egyesületi elnök és Vas-Zoltán Iván rendező, a Rátkai Márton Színházi Műhely művészeti vezetője.

## Előadások
- 2025. május: Székely Csaba: A Homokszörny (r. Vas-Zoltán Iván)
- 2025. április: Parti Nagy Lajos - Darvas Ferenc: Ibusár - koprodukció a Rátkai Márton Színházi Műhellyel (r. Vas-Zoltán Iván)
- 2025. február: Mindennapi paráink - avagy sokadik „életem szerelme" (improvizációs színházi előadás; r. Feil Gréta)
- 2024. december: Mindennapi paráink - avagy, hogy is volt az a karácsony? (improvizációs színházi előadás; r. Feil Gréta)
- 2024. október: Mindennapi paráink - avagy túlélőkalauz a női szorongás labirintusához (improvizációs színházi előadás; r. Feil Gréta)